# 구로다 나가미치

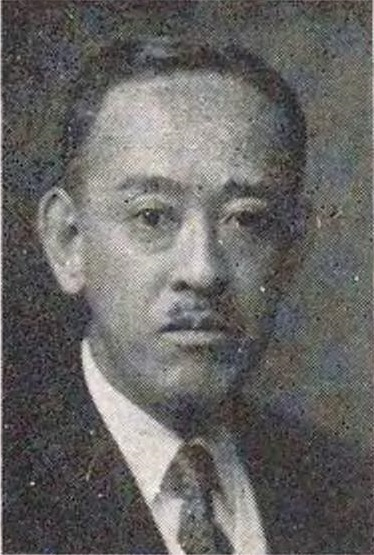
구로다 나가미치 후작

구로다 나가미치(일본어: 黒田 長礼, 1889년 11월 24일 - 1978년 4월 16일)는 일본의 화족(후작), 조류학자, 정치인이다. 
지쿠젠 후쿠오카번주 가문인 구로다씨의 당주로, 초대 번주 구로다 나가마사의 14대손이다. 일본조학회 회장을 역임했다. 
| 전임 구로다 나가시게 | 제18대 구로다씨 당주 1939년 ~ 1978년 | 후임 구로다 나가히사 |

| 전임 구로다 나가시게 | 제2대 (후쿠오카)구로다 후작가 당주 1939년 ~ 1947년 | 후임 화족 제도 폐지 |